# Roller Diagama
Roller Camilo Diagama Martin (Tunja, 13 september 1994) is een Colombiaans wielrenner die anno 2016 rijdt voor Boyacá Raza de Campeones.

## Carrière
In 2016 werd Diagama nationaal beloftenkampioen op de weg door Edward Díaz één seconde voor te blijven. Later dat jaar won hij de laatste etappe van de Ronde van Portugal van de Toekomst. In het algemeen klassement eindigde hij op de vijfde plek, bijna een minuut achter zijn ploeggenoot Wilson Rodríguez.

## Overwinningen
2016
 Colombiaans kampioen op de weg, Beloften
4e etappe Ronde van Portugal van de Toekomst

## Ploegen
- 2015 –  Movistar Team
- 2016 –  Boyacá Raza de Campeones

Bothia · Chaparro · Cruz · Cubides · Diagama · Flórez · García · Gómez · Mancipe · Ochoa · Ortega · C.Parra · H.Parra · M.Rodríguez · W.Rodríguez · Romero